# 로스트 비프
로스트 비프(영어: roast beef)는 잉글랜드의 쇠고기 요리이다. 영국, 아일랜드, 미국, 캐나다, 오스트레일리아, 뉴질랜드, 남아프리카 공화국 등에서는 로스트 비프를 일요일 점심이나 저녁에 먹는 전통(선데이 로스트)이 있다. 런천미트로 샌드위치 등에 넣어 먹기도 한다. 잉글랜드의 국민 음식 가운데 하나로 여겨진다.

## 이름
영어 "로스트(roast)"는 잘게 썰지 않은 덩어리 고기 등을 오븐에서 건열조리하는 것을 뜻하며, "비프(beef)"는 "쇠고기"라는 뜻이다.

## 만들기
쇠고기를 오븐에 로스팅해 만든다.

## 문화
잉글랜드 요리와 문화에서 중요한 위치를 차지하는 음식이다. 18세기에 〈The Roast Beef of Old England→옛 잉글랜드의 로스트 비프〉라는 노래가 만들어지기도 했다.
프랑스에서 영국인을 "로스비프(les Rosbifs)"라 부르기도 한다.

## 사진

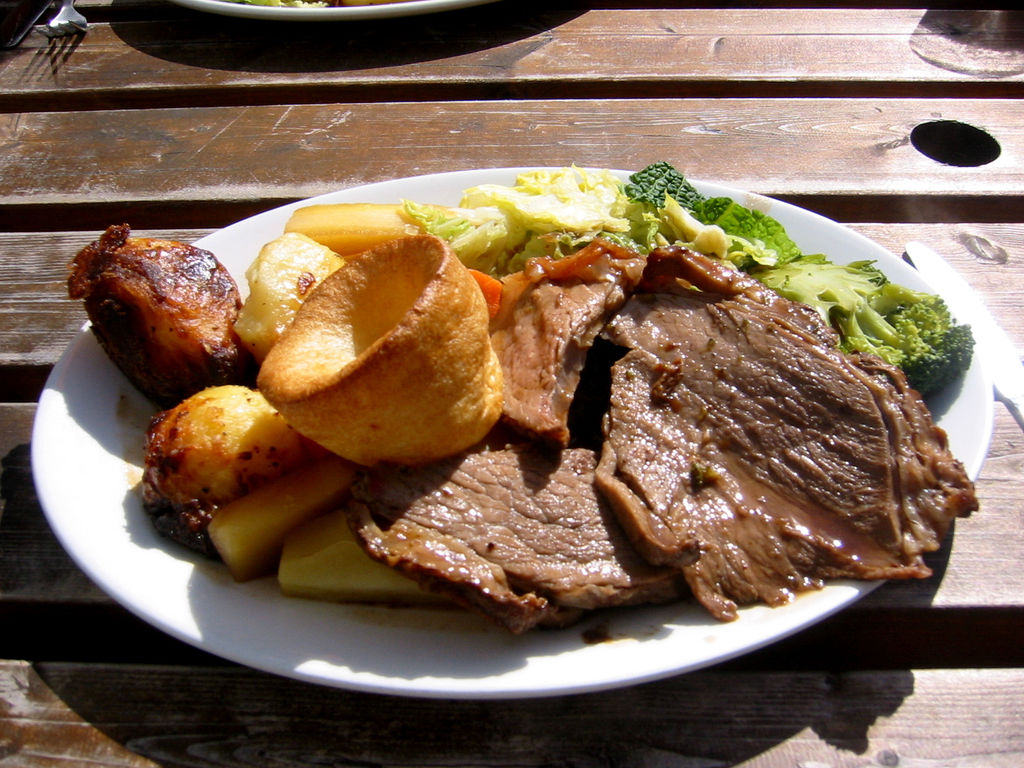
로스트 비프와 요크셔 푸딩, 감자, 채소로 구성된 선데이 로스트 접시

## 같이 보기
- 로스트 램
- 로스트 비프 샌드위치
- 선데이 로스트
- 요크셔 푸딩